# Africano (Kandinskij)
Improvvisazione VI (Africano) è un dipinto a olio su tela (107×99,5 cm) realizzato nel 1909 dal pittore Vasilij Kandinskij. È conservato alla Städtische Galerie im Lenbachhaus di Monaco.

## Descrizione
«Espressioni, soprattutto inconsapevoli, per lo più improvvise di eventi mentali, e quindi impressioni della natura interiore. Chiamo questi quadri improvvisazioni». La definizione di Kandinskij, che si può leggere nello Spirituale nell'arte, è assai precisa, e tuttavia è possibile ritrovare, all'interno di quest'opera, elementi figurativi piuttosto evidenti. È per questa ragione, forse, che la pittrice Gabriele Münter - in questi anni compagna del pittore - diede al dipinto il sottotitolo di "africano". L'aggettivo si riferisce anche ai soggiorni compiuti dalla coppia tra il 1904 e il 1905 a Tunisi. L'esuberanza di colori in cui dominano il giallo e il rosso si può infatti accostare al dipinto Orientale, sempre del 1909.